# Аплохейлус андаманський
Андаманський аплохейлус (Aplocheilus andamanicus) — вид риб з родини аплохейлових (Aplocheilidae).
Часто його зараховують до A. panchax, але досліджений матеріал свідчить про те, що зразки Aplocheilus з Андаманських островів належать окремому виду.

## Таксономія
Ще 1870 року Френсіс Дей (англ. Francis Day) зазначав, що зразки з Андаманських островів, які він зараховував до Haplochilus panchax  (Hamilton, 1822) (нині Aplocheilus panchax), мають більші розміри в порівнянні з популяцією, поширеною в дельті Гангу та по всьому східному узбережжю материкової Індії. В описі Haplochilus panchax, що датується 1878 роком, він знову згадує про популяцію з Андаманських островів і відзначає, що вона має більше променів у спинному плавці, ніж популяція з Калькутти. 1906 року, посилаючись на ці діагностичні ознаки, Вальтер Кьолер (нім. Walter Köhler) описав андаманську форму як Haplochilus andamanicus, спочатку гіпотетично.
Нова назва не отримала підтримки систематиків через невизначеність дійсності цього виду та його синонімію з A. panchax. Проте нове дослідження андаманської популяції, проведене на основі морфологічних та молекулярних даних з використанням старих та свіжих зразків, засвідчило, що A. andamanicus дійсно є окремим і дійсним видом.
За даними генетичного аналізу, A. andamanicus утворює окрему кладу, відмінну від A. panchax з Індії та від зразків з Південно-Східної Азії, які були ідентифіковані як A. armatus. Aplocheilus andamanicus позиціюється як дочірня група до клади, що складається з A. panchax та A. armatus. Генетично A. andamanicus відрізняється від A. panchax на відстань 9,6–10,8 % і на 12,3–13,6 % від A. armatus.

## Опис
Найбільший з відомих представників роду Aplocheilus, виростає до 74,8 мм стандартної (без хвостового плавця) й 92,8 мм загальної довжини. Має міцне, видовжене, помірно високе тіло (стандартна довжина в 4,1-4,7 рази більша за висоту), майже циліндричне спереду й стиснуте з боків ззаду. Попереду верхній контур поступово піднімається до потилиці (майже прямо в самців і випуклою дугою в самок), а далі йде рівно до початку спинного плавця. Профіль черева випуклий до заднього кінця основи анального плавця. Хвостове стебло високе й коротке, його довжина в 1,1–1,9 раза перевищує висоту, а верхній та нижній профілі майже прямі.
Голова велика, міцна, вузька, зверху та знизу сплощена, її довжина в 1,7–2,0 раза перевищує висоту. Очі великі, розташовані дещо ближче до кінчика морди, ніж до заднього краю зябрової кришки. Морда загострена, рот кінцевий, щелепи великі, нижня значно більша за верхню, її довжина дорівнює або трохи більша за діаметр ока. 11-12 зябрових тичинок, 6 зябрових променів. 33-34 хребця. Бічна лінія неповна, простягається до рівня заднього краю основи спинного плавця. Луски дрібні, циклоїдні, вкривають усе тіло та голову, крім нижньої поверхні голови. 39–40 лусок у поздовжньому ряді, 11 лусок у поперечному.
Спинний плавець короткий (його довжина в 1,6-1,9 раза менша за довжину голови), розташований над задньою частиною анального й не доходить до хвостового, має 9-10 променів, закруглений на кінці. Анальний плавець значно більший за спинний, майже прямокутний за формою, має 2 простих, 14-15 розгалужених та 1 або 2 додаткових промені. Хвостовий плавець округлий, 25–30 % його передньої частини вкрито лусками. Черевні плавці короткі, округлі, мають по 1 простому та по 5 розгалужених променів, подовжених серед них немає. При притисканні черевних плавців до тіла вони майже сягають анального отвору, але при цьому залишається помітна відстань до переднього краю основи анального плавця. В грудних плавцях по 1-2 простому та по 13-14 розгалужених променів, задній край закруглений, сягає рівня передньої третини черевних плавців.
Забарвлення самця світло-коричневе із жовтуватим та блакитним лиском на боках і голові. Спинка темно-коричнева з великою блискучою сріблястою цяткою на потилиці. Тілом проходять 6–7 поздовжніх рядів великих червоних крапок, на основі хвостового плавця розташування цих крапок стає щільнішим і хаотичнішим. Верхня щелепа темно-коричнева, нижня темно-червонувато-оранжева. Ірис очей темно-коричневий, у верхній частині із жовтим лиском, у нижній — із синьою плямою. На зябрових кришках на насичено-жовтому тлі розкидані червоні риски та цятки. Спинний плавець жовтий, передній його край жовтогарячий, а на основі знаходиться чорна пляма. Анальний плавець жовтуватий з густо-жовтим зовнішнім краєм, ближче до основи розташовані три поздовжні ряди трохи витягнутих у вертикальному напрямку крапок. Хвостовий плавець жовтий, нижній його край жовтогарячий або червонуватий, задній — з вузьким чорним обідком. Грудні плавці безбарвні, черевні — жовті.
Самка має схоже забарвлення, але без червоних крапок на боках та анальному плавці.

## Поширення
Андаманський аплохейлус відомий лише з острова Південний Андаман, союзна територія Андаманські і Нікобарські острови, Індія. Тут він часто зустрічається в струмках і на рисових полях. На Нікобарських островах A. andamanicus не був виявлений.